# Плем'я Юди
Пле́м'я Ю́ди (івр. שֵׁבֶט יְהוּדָה‬‬, Shevet Yehudah; лат. tribus Iudas) — одне з племен (колін) Ізраїлевих. Згідно біблійним переказом, свій родовід веде від Юди, четвертого сина патріарха Якова від Лії (Бут. 29:35).
Юда (Єхуда) у перекладі означає «похвала» або «слава Богу». Ім'я це було надзвичайно популярним в єврейській історії. Початкові відомості про Юду в Біблії надзвичайно скупі. Відомо лише, що хоча він і поділяв з іншими своїми братами ненависть до Йосипа, сина своєї тітки Рахілі, другої дружини Якова, проте був більш терпимим і чуйним і порадив братам краще продати Йосипа проїжджих купцям, ніж вбити. Коли після смерті царя Соломона відбувся розділ його царства, то коліно Юди створило окреме Юдейське царство в Юдеї, яке займало південну частину царства часів Давида і Соломона зі столицею в Єрусалимі, що проіснувало до завоювання його Навуходоносором II у 586 р. до н.д..
Терени коліна Юдиного — на південь від Єрусалиму, Лахіш з Хевроном до затоки Акаба й сучасного Ейлату.